# Rie Mastenbroek
Rie Mastenbroek (n. 26 februarie 1919, Rotterdam, Țările de Jos – d. 6 noiembrie 2003, Rotterdam, Țările de Jos) a fost o înotătoare olandeză, medaliată olimpică. A participat la o ediție a Jocurilor Olimpice (1936) în care a câștigat 3 medalii de aur și o medalie de argint.